# Enrique Aja
Enrique Alberto Aja Cagigas (Solares, 23 marzo 1960) è un ex ciclista su strada spagnolo.
Professionista dal 1983 al 1992 ottenne undici successi, fra cui una tappa alla Vuelta a España 1987. Gregario di ciclisti quali Pedro Delgado e Reimund Dietzen, corse sei edizioni del Tour de France e altrettante della Vuelta a España portandole tutte a conclusione, oltre a due edizioni dei Campionati mondiali.

## Carriera
Passato professionista nel 1983con la casacca della Reynolds, riuscì subito a centrare due successi in frazioni di piccole corse a tappe spagnole, la Vuelta a la Rioja e la Vuelta a Cantabria, corse concluse anche sul podio finale, rispettivamente al terzo e secondo posto. In quella stessa stagione di esordio fu anche settimo nei Campionati spagnoli e partecipò al Tour de France.
Anche il 1984, fu un anno proficuo di risultati, due vittorie sempre in corse spagnole e alcuni piazzamenti come il secondo posto al Prueba Villafranca de Ordizia, il sesto alla Klasika Primavera ed il quarto al Tour de l'Aude. Corse anche il Tour de France e la Vuelta a España in appoggio dei suoi capitani. L'anno successivo vinse il Trofeo Luis Puig e fu secondo nella Vuelta a la Rioja.
Nel 1986 con il passaggio di Pedro Delgado alla olandese PDM-Concorde, si trasferì alla Teka, una delle più forti squadre di quel periodo, che aveva come capitano il tedesco Reimund Dietzen. Con i colori della Teka vinse subito nel 1986 una tappa alla Vuelta a Cantabria; l'anno successivo riuscì a conquistare il suo successo più importante, la decima tappa della Vuelta a Vuelta a España. In quello stesso 1987 fu anche quinto alla Vuelta a Cantabria e alla Bicicletta Basca.
Il 1988 fu la stagione più ricca per quanto riguarda i risultati personali, vinse una sola corsa, il Gran Premio Santander, ma ottenne numerosi piazzamenti: secondo alla Clásica San Sebastián, alla Vuelta Burgos e alla Vuelta a Venezuela, sesto alla Vuelta a Galicia, settimo alla Clásica a los Puertos de Guadarrama, alla Vuelta a Cantabria e alla Volta Ciclista a Catalunya. La sua buona condizione gli permise di essere selezionato anche per i campionati mondiali di Ronse in Belgio.
Il 1989 fu il suo ultimo anno alla Teka, vinse la Vuelta a la Rioja e venne nuovamente selezionato per i mondiali a Chambéry, dove fu trentunesimo. Nel 1990 passò alla Paternina, ottenendo numerosi risultati nelle corse spagnole: vinse il Trofeo Masferrer, finì secondo sia la Clásica a los Puertos de Guadarrama che la Subida al Naranco, terzo alla Vuelta a la Rioja, quarto alla Prueba Villafranca de Ordizia, sesto alla Volta Ciclista a Catalunya, settimo alla Clásica San Sebastián, ottavo alla Vuelta a Galicia, decimo nella Escalada a Montjuich.
Nel 1991 ottenne, invece, gli ultimi risultati vincendo un criterium a Oviedo e chiudendo al terzo posto il Memorial Manuel Galera. Concluse la carriera professionistica nel 1992.

## Palmarès
- 1981 (dilettanti)

Classifica generale Cinturón Ciclista Internacional a Mallorca
- 1982 (dilettanti)

Classifica generale Vuelta a Vizcaya
- 1983

2ª tappa Vuelta a la Rioja
3ª tappa Vuelta a Cantabria
- 1984

Clasica de Zizurkil
4ª tappa Vuelta a los Valles Mineros
- 1985

Trofeo Luis Puig
- 1986

6ª tappa Vuelta a Cantabria
- 1987

10ª tappa Vuelta a España
- 1988

Gran Premio Santander
- 1989

Classifica generale Vuelta a la Rioja
- 1990

Trofeo Masferrer

### Altri successi
- 1991

Criterium di Oviedo

## Piazzamenti

### Grandi Giri
- Tour de France

1983: 75º
1984: 51º
1985: 62º
1986: 60º
1987: 58º
1988: 64º
- Vuelta a España

1984: 23º
1986: 20º
1987: 19º
1989: 21º
1990: 40º
1991: 61º

### Classiche monumento
- Milano-Sanremo

1985: 109º
1988: 89º

### Competizioni mondiali
- Campionati del mondo
- Ronse 1988 - In linea: 23º
- Chambéry 1989 - In linea: 31º